# Biru e’ Concas

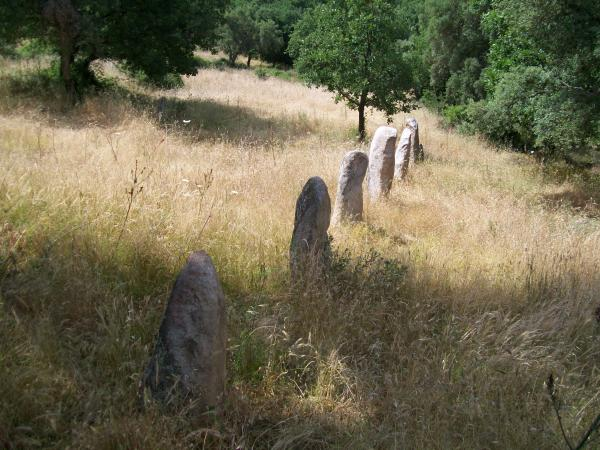
Biru e’ Concas

Die etwa 200 Menhire und die Steinreihe von Biru e’ Concas erstrecken sich über ein fünf Hektar großes Gelände in den Hügeln westlich von Sorgono und der Kapelle von San Mauro, nahe der SS388 in der Provinz Nuoro. Es die größte und eine der außergewöhnlichen Menhirgruppen auf Sardinien. 

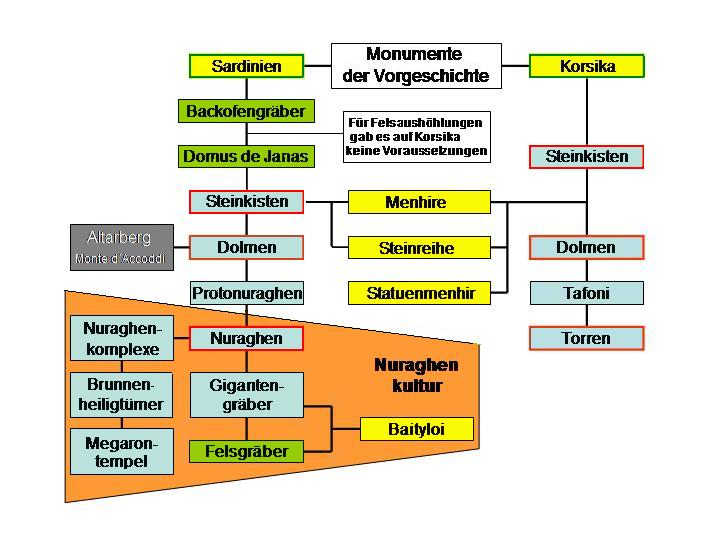
Typenreihe sardisch-korsischer Monumente

Die Menhire von Biru e’ Concas sind einzeln, paarweise, als Triade, in einer Reihe von 20 Menhiren oder zu Kreisen angeordnet. Überall auf dem Gelände finden sich umgestürzte oder zerbrochene Menhire. Protoanthropomorphe Statuenmenhire erlauben es, die Tradition des Ortes mit der des benachbarten Laconi zu verbinden, der die größte Anzahl von Menhiren auf Sardinien aufweist. Alles scheint darauf zu deuten, dass das Gelände von Biru e’ Concas in der Kupferzeit ein wichtiger Ort war. Bei den Untersuchungen wurden menschliche Spuren aus der Jungsteinzeit (3300–2700 v. Chr.) und der Bronzezeit (2700–1700) erkannt. Rund um die Steine wurden Spuren von Rundhütten – vielleicht die einer späteren Nuraghensiedlung – zusammen mit einer versteckt gelegenen Quelle gefunden. Auf dem nahe gelegenen Hügel liegen zwei Nuraghen, ein Gigantengrab und ein Dolmen.